# Père Noël Origines
Pour plus de détails, voir Fiche technique et Distribution.
Père Noël Origines (Rare Exports: A Christmas Tale) est un film de Noël horrifique et fantastique finlando-franco-norvégio-suédois réalisé par Jalmari Helander, sorti en 2010. Il fait suite à deux courts-métrages, Rare Exports, Inc. (2003) et Rare Exports: The Safety Instructions (2005).

## Synopsis
L’histoire se déroule dans les montagnes de Korvatunturi, aux abords de la frontière russo-finlandaise. Un groupe d’ingénieurs et d’archéologues américains entreprennent de mystérieuses fouilles. D’après leurs études, l’ancien village du célèbre père Noël se trouverait figé dans la glace à plusieurs centaines de mètres de profondeur. Après un forage concluant, le groupe de scientifiques quitte les montagnes russes, laissant l’environnement naturel en piteux état.
Quelques jours plus tard, le résultat de leur expérience va être à l’origine d’un vaste massacre de rennes. Ce carnage, attribué à des loups venant de Russie, provoque la colère des chasseurs du village voisin, dont les rennes constituent la principale ressource. Témoin des expérimentations des Américains, le jeune Pietari imagine que c'est le père Noël qui est l'auteur des faits. Les lectures du garçon le confortent dans ses opinions. En effet, d’après la légende, le père Noël était, jadis, un monstre qui terrifiait, battait et enlevait les enfants trop turbulents.
Curieusement, un vieillard est retrouvé inconscient et blessé dans un fosse creusée par le père de Pietari pour piéger les loups. Considéré comme mort, dans un premier temps, il se révèle être un homme violent, enfermé dans son mutisme, changeant de comportement au contact du petit garçon. Bien décidé à croire son fils, Rauno ligote le vieillard, conscient de la valeur qu’il représente, et lorsque l'occasion se présente, il propose de vendre le père Noël au groupe de scientifiques. Lors de l'échange, le chef des scientifiques se rend compte que ce n'est pas le père Noël, mais un de ses elfes. Ils découvrent alors que le véritable père Noël est encore prisonnier de la glace, disposé dans un hangar, entouré de radiateurs disposés par les elfes pour faire fondre la glace et le libérer. Ils dynamitent alors le sarcophage de glace, et capture des elfes dans un parc à rennes, en se servant d'enfants comme appât.
Pour éviter la faillite à venir provoquée par la mort des rennes, ils dressent les elfes, et les vendent en tant que père Noël au monde entier.

## Fiche technique
- Titre original : Rare Exports: A Christmas Tale
- Titre français : Père Noël Origines
- Réalisation : Jalmari Helander
- Format : 35 mm - couleur - scope - Dolby SRD
- Genre : fantastique, horreur, thriller
- Pays d’origine :  Finlande,  France,  Norvège et  Suède
- Langues : anglais et finnois
- Dates de sortie : 
  - Finlande, Norvège : 3 décembre 2010
  - France : 14 décembre 2011
- Film tout public en France.

## Distribution
- Per Christian Ellefsen : Riley
- Peeter Jakobi : le père Noël
- Tommi Korpela : Aimo
- Jorma Tommila : Rauno
- Onni Tommila : Pietari
- Jonathan Hutchings : Greene
- Risto Salmi : Sheriff
- Rauno Juvonen : Piiparinen
- Ilmari Järvenpää : Juuso
- Luc Delporte : le piéton

## Distinctions
L'actrice Cate Blanchett a mentionné le film comme l'un de ses films préférés.
Père Noël Origines, acclamé par les critiques, a participé aux festivals suivants :
- Festival international des arts de Perth (en) en janvier 2010
- 9e Festival du film d’horreur de Wales en mars 2010, où il remporta le prix de la meilleure réalisation
- 35e Festival international du film de Toronto en septembre 2010
- 43e Festival international du film de Catalogne en octobre 2010, où il remporta les prix de la meilleure photographie, du meilleur réalisateur et du meilleur film[2]
- 11e Festival international du film d'Arras en octobre 2010[3]
- 54e Festival du film de Londres en octobre 2010
- 14e Festival du film international de Canberra (en) en novembre 2010[4]
- 23e Festival du film international de Leeds (en) en novembre 2010
- 18e Festival international du film de Brisbane en novembre 2010
- 13e Festival des « Nuits noires » de Tallinn en novembre 2010[5]
- 18e Festival du film fantastique de Gérardmer en janvier 2011[6]
- 12e Festival du film international d'Aubagne en mars 2011